# Henschoutedenia flexivitta
A Henschoutedenia flexivitta csótány egy kisebb rovarfaj, mely a Blattodea rendbe és a blaberidae családba tartozik. Neve a tudományos elnevezés két részéből ered, tükrözve ezzel a faj anatómiai és biológiai jellemzőit. A flexivitta utal a csótányok karakterisztikus rágószervére, míg a Henschoutedenia a fajt leíró tudós nevét hordozza.

## Előfordulás
Ez a csótányfaj inkább melegebb éghajlatokon található meg, leggyakrabban erdős területeken, száraz vidékeken és városi környezetekben él. A Henschoutedenia flexivitta csótányok rendszerint kisebb testmérettel rendelkeznek, és előszeretettel választanak rejtőzködő életmódot.

## Életmódjuk
Az életmódjuk és táplálkozási szokásaik változatosak lehetnek, alkalmazkodóképességük révén pedig széles környezeti spektrumban találhatók meg. A fajnak nincs kifejezetten jelentős szerepe az ökoszisztémában, és általában nem tekintik károsnak vagy előnytelennek az emberi szempontból.

## Információk hiánya
Jelenleg kevés információ áll rendelkezésre a Henschoutedenia flexivitta csótány ökológiájáról és viselkedéséről, így további kutatásokra van szükség a faj jobb megértése érdekében. A tudományos közösség és a szakemberek együttműködése segíthet a Henschoutedenia flexivitta csótány biológiájának és ökológiai szerepének részletesebb feltárásában.